# Ryō Nagamatsu
Ryō Nagamatsu (jap. 永松 亮, Nagamatsu Ryō; * 25. Oktober 1982) ist ein japanischer Komponist von Videospielmusik. Derzeit ist er für den japanischen Videospielhersteller Nintendo tätig.

## Wirken
Ryō Nagamatsu wurde 1982 geboren und interessierte sich bereits als Kind für die Musik von Videospielen. Ursprünglich wollte er Komponist für Filmmusik werden.
Nagamatsu wurde 2006 direkt im Anschluss an sein Studium beim japanischen Videospielkonzern Nintendo angestellt. Er wurde der Abteilung Nintendo Entertainment Analysis & Development zugeordnet; als erstes komponierte er Stücke für das 2006 veröffentlichte Wii Play. In den nächsten Jahren war er für die Soundtracks sehr erfolgreicher Spiele wie Mario Kart Wii oder Wii Sports Resort (mit-)verantwortlich. 2009 komponierte er mit Shiho Fujii die Musikstücke für New Super Mario Bros. Wii; darauf arbeitete er mit Kōji Kondō und Mahito Yokota am Soundtrack zu Super Mario Galaxy 2, für das Nagamatsu auch orchestrale Stücke verfasste. Als Nächstes fertigte Nagamatsu den Soundtrack von Nintendo Land an. Anschließend gab er als alleiniger Komponist von The Legend of Zelda: A Link Between Worlds 2013 sein Debüt als Komponist für die The-Legend-of-Zelda-Reihe.

## Werke
- Wii Play (Wii, 2006) – Komponist (mit Shinobu Tanaka)
- Big Brain Academy: Wii Degree (Wii, 2007) – Komponist
- Mario Kart Wii (Wii, 2008) – Komponist (mit Asuka Ōta)
- Wii Sports Resort (Wii, 2009) – Komponist
- New Super Mario Bros. Wii (Wii, 2009) – Komponist (mit Shiho Fujii)
- Super Mario Galaxy 2 (Wii, 2010) – Komponist (mit Kōji Kondō und Mahito Yokota)
- Nintendo Land (Wii U, 2012) – Komponist
- The Legend of Zelda: A Link Between Worlds (Nintendo 3DS, 2013) – Komponist
- Super Smash Bros. for Nintendo 3DS / for Wii U (Nintendo 3DS and Wii U, 2014) – Komponist (mit anderen)
- Mario Kart 8 (Wii U, 2014) – Komponist (mit Shiho Fujii, Atsuko Asahi, Yasuaki Iwata)
- The Legend of Zelda: Link’s Awakening (Nintendo Switch, 2019) – Komponist[2]